# Black Sails Over Europe
Black Sails Over Europe – split następujących grup muzycznych: Alestorm (folk/power metal, Szkocja), Heidevolk (folk/viking metal, Holandia) oraz Týr (progressive/viking metal, Wyspy Owcze). Liczba wydanych albumów została ograniczona do tysiąca. Czas trwania muzyki na albumie wyniósł 42 minuty i 50 sekund. Utwór Wodan Heerst jest nieco krótszy względem wersji z albumu Walhalla Wacht. Split został wydany przy okazji wspólnej trasy koncertowej po Europie trzech biorących udział w jego produkcji zespołów.

## Lista utworów
Opracowano na podstawie materiału źródłowego.
| Nr  | Tytuł utworu                                             | Długość |
| --- | -------------------------------------------------------- | ------- |
| 1.  | „The Northern Lights” (Týr)                              | 01:50   |
| 2.  | „Hold The Heathen Hammer High” (Týr)                     | 04:49   |
| 3.  | „Northern Gate” (Týr)                                    | 04:42   |
| 4.  | „That Famous Ol' Spiced” (Alestorm)                      | 04:46   |
| 5.  | „Keelhauled” (Alestorm)                                  | 03:43   |
| 6.  | „Wolves of the Sea” (cover Pirates of the Sea; Alestorm) | 03:33   |
| 7.  | „Het Bier Zal Weer Vloeien” (Heidevolk)                  | 03:44   |
| 8.  | „Saksenland” (Heidevolk)                                 | 05:37   |
| 9.  | „Wodan Heerst” (Heidevolk)                               | 07:57   |
| 10. | „Naar De Hal Der Gevallenen” (Heidevolk)                 | 02:03   |
|     |                                                          | 42:44   |